# Megarhyssa wugongensis
Megarhyssa wugongensis là một loài tò vò trong họ Ichneumonidae.